# Michele Strassoldo-Grafenberg
Michele Strassoldo-Grafenberg (Gorizia, 20 aprile 1800 – Strassoldo, 23 dicembre 1873) è stato un militare austriaco.
Membro della influente famiglia degli Strassoldo, nobili friulani fra i più fedeli agli Asburgo, fu luogotenente (ovvero governatore) della Lombardia al tempo che ebbe governatore generale suo cognato, il feldmaresciallo Radetzky.

## Biografia
Fratello del generale Giulio Cesare Strassoldo-Grafenberg e di Franziska, moglie del feldmaresciallo Radetzky, comandante supremo dell'esercito austriaco nel Lombardo-Veneto.
Era tenente-feldmaresciallo dell'esercito austriaco.

### La rivoluzione italiana del 1848
Nel marzo 1848 si trovò governatore di Rovigo quando, il 19 marzo 1848 giunse notizia della liberazione di Venezia, lo Strassoldo accettò che il podestà Domenico Angeli annunciasse la immediata formazione della guardia nazionale e consegnò la truppa nelle caserme.  All'arrivo da Polesella di un mezzo battaglione di soldati del corpo dei cacciatori, in maggioranza di nazionalità italiana, egli perse il controllo della città.  Riuscì ad ottenere unicamente l'evacuazione delle truppe non italiane: un distaccamento di ussari ungheresi e lui stesso.  Mentre i soldati italiani si univano ai rivoltosi.
Negli stessi giorni il fratello Giulio Cesare vedeva catturare l'intera guarnigione di Como: entrambe si comportarono in maniera opposta a quanto fece Radetzky a Milano: mentre quest'ultimo disconosceva le modeste concessioni fatte dall'autorità civile al municipio e mandava forte truppa a prendere il municipio (riuscendoci) ed arrestare la municipalità (fallendo), i primi patteggiarono a lungo con il loro municipio sinché non persero il controllo della situazione.

### La carriera a Milano
Quando il cognato divenne governatore generale del Lombardo-Veneto lo fece nominare prima, il 25 ottobre 1849 capo della sezione militare del governatorato (quella civile fu affidata al conte Montecuccoli).  Poi, il 10 gennaio 1851 luogotenente della Lombardia (ovvero governatore civile della medesima, sotto la diretta autorità dell'augusto parente).

### La feroce repressione dei patrioti italiani
Il suo arrivo alla luogotenenza non passò affatto inosservata: coincise con la accelerazione della repressione politica, di cui si è detto: si è parlato, anche, di "sistema terroristico" e si è detto che esso rispondeva al meglio alle attitudini del Radetzky.  Ed in effetti, le barbare esecuzioni dello Sciesa, del Dottesio e dei martiri di Belfiore, sono tutti successivi al gennaio 1851:  per dare un'idea della determinazione del Radetzky, a questi ultimi venne financo negato un funerale cristiano e il seppellimento in terra consacrata.
Dopo la fallita insurrezione di Milano del 6 febbraio 1853, lo Strassoldo emise 18 condanne all'impiccagione e provocò una seconda ondata di notabili lombardi (fra i quali si può ricordare il De Cristoforis).  Emise bandi del genere di quello che vietava la riunione di più di tre persone nelle vie, dando piena facoltà ai soldati di usare le armi contro coloro che contravvenivano a questa ordinanza.

### Le accuse di infedeltà e peculato
In quei lunghi anni si diceva, inoltre, in Lombardia, che Radetzky fosse “un vecchio rimbambito” e che tutto fosse in mano al luogotenente di Lombardia Michele Strassoldo, amichevolmente qualificato come un ‘rinnegato’.
Con diverse parole, Cattaneo li accusava di aver voluto far “tacere la legge”, al fine di poter “dar di piglio nelli averi e nel sangue” dei Lombardi e trasformare l'esercito “in un corpo franco, che acquistò pretesto a vivere di rapina nel più bel paese d'Europa”.

### Successiva carriera
Divenne poi governatore della Stiria, consigliere intimo e ciambellano imperiale austriaco.
Il di lui figlio, Giulio Cesare Strassoldo-Grafenberg (iuniore) (Monza 14 agosto 1851 – Oberdöbling 10 maggio 1890), fu Segretario di ministero austriaco e anch'egli Ciambellano imperiale.  Sposò il 24 giugno 1878 la baronessa Rosa Kuhn von Kuhnenfeld (Vienna 22 febbraio 1856 Salisburgo 30 ottobre 1917), figlia del Barone Franz Kuhn von Kuhnenfeld, ministro di guerra e Maresciallo di campo austriaco.